# Biserica „Sfântul Nicolae” din Baurci
Biserica „Sf. Nicolae” este o biserică amplasată în Baurci, Găgăuzia, Republica Moldova. Este un monument arhitectural de importanță națională inclus în Registrul monumentelor Republicii Moldova ocrotite de stat cu nr. 177 (raionul Ceadîr-Lunga). Datează din 1875.